# كازي يونس أحمد
كازي يونس أحمد (بالبنغالية: কাজী ইউনুস আহমেদ) (ولد في 2 يناير 1980) هو لاعب بنغلاديشي في كابادي. كان جزءاً من الفريق الذي فاز بالميدالية البرونزية في دورة الألعاب الآسيوية 2006.